# Municipio Monseñor José Vicente de Unda
Monseñor José Vicente de Unda es uno de los 14 municipios que forman parte del Estado Portuguesa, Venezuela. Tiene una superficie de 222 km² y una población de 21 187 habitantes (censo 2001). Su capital es el Paraíso de Chabasquén. Está conformado por la Parroquia Peña Blanca. La agricultura es la principal actividad económica del municipio destacando la producción de Café como su principal rubro.

## Historia
Históricamente el Municipio Monseñor José Vicente de Unda está absolutamente asociado con el Municipio Sucre (Portuguesa). Debe su nombre al destacado Sacerdote José Vicente de Unda, quien nació el 30 de enero de 1777, ordenándose sacerdote en el Seminario de Caracas en marzo de 1800, luego de haberse graduado de Doctor en Teología. En 1810, se sumó activamente al movimiento independentista venezolano. Al año siguiente, fue elegido diputado al Congreso de 1811, representando al Cantón de Guanare, y tuvo el honor de ser uno de los firmantes del Acta de la Independencia el 5 de julio de 1811. Sin embargo, su compromiso con la causa patriota le costó la libertad: en 1812, fue encarcelado por las autoridades realistas.
Con la consolidación de la República, retomó su vida pública. En 1831, fue elegido senador por el estado Barinas y participó en el primer Congreso Constitucional de Venezuela, donde permaneció hasta 1834. Durante ese tiempo, presidió el Senado en varias ocasiones, destacándose por su liderazgo y firmeza en los debates legislativos.
En 1835, fue nombrado Obispo de Mérida, y al año siguiente, en 1836, fue preconizado y consagrado en el Templo de San Francisco de Caracas, en una ceremonia solemne que marcó el inicio de su labor pastoral.
Como educador, fue uno de los impulsores del colegio San Luis Gonzaga de Guanare, institución que con el tiempo se transformaría en el actual Liceo José Vicente Unda, en honor a su legado.
Este meritorio obispo y patriota, que dedicó su vida al servicio de la nación y de la Iglesia, falleció en Mérida el 19 de julio de 1845.

## Símbolos

### Escudo
Este símbolo municipal fue creado el 3 de octubre de 1967 por Vincenzo Colangelo y realizado por Eduvigis Cantillo, vecinos de la localidad y por iniciativa del cronista de Guanare, Rafael Gavidia. Fue decretado como escudo el 28 de octubre de 1967 e inaugurado oficialmente en la fecha de la celebración del bicentenario de la fundación de Chabasquén el 19 de diciembre de 1967. Posee tres cuarteles, dos en la parte superior y uno en la inferior. En el cuartel superior derecho destacan una lanza y una hachuela cruzadas, símbolo de la presencia de los conquistadores, cubiertas en el centro con la bandera venezolana. En el cuartel superior izquierdo se aprecia una colmena con abejas que simboliza la abundante producción de miel en la región. En el cuartel del centro, que ocupa dos tercios del blasón, muestra el mapa del municipio que indica la presencia de verdes colinas y los dos ríos que corren paralelos delimitando el valle de Chabasquén. Desde la base del blasón y hacia los lados, el escudo se encuentra enmarcado por dos ramas de cafeto que representan el cultivo emblemático de la región. Una cinta tricolor en la base del escudo exhibe inscrita las fechas 1767 y 1967 que se corresponden al año de fundación y al de la celebración del bicentenario de la fundación de Chabasquén. En el centro de la franja de color azul de la cinta tricolor se aprecia la inscripción Bicentenario de Chabasquén

### Bandera
Esta bandera fue seleccionada por concurso convocado por la Alcaldía del municipio el 9 de diciembre de 2000 y seleccionada como bandera municipal el 28 de diciembre del mismo año. Creada por Luís Yépez, vecino de la localidad de Chabasquén, este símbolo municipal está dividido en tres franjas horizontales dispuestas una debajo de la otra y del lado izquierdo de la bandera, un espacio triangular de color blanco que se continúa en la franja central de la bandera. La franja horizontal superior es de color azul y representa el firmamento; la franja inferior es de color verde y representa la abundante vegetación que se extiende en la serranía del pie de monte andino y del valle fértil de Chabasquén. La franja central, de menor tamaño que las dos anteriores, divide en dos partes la bandera municipal y representa los ríos Chabasquén y Chabasquencito, que delimitan el valle de Chabasquén. Del lado izquierdo de la bandera, en un triángulo se destaca una rama de cafeto y tres de sus frutos desprendidos, símbolo de la principal actividad económica del municipio.

### Obelisco de Chabasquén
Con motivo del bicentenario de la fundación del poblado de Chabasquén, se erigió este monumento en forma de columna, de base cuadrada, a la entrada de la población. Realizada por el escultor Vincenzo Colangelo e inaugurada el 19 de diciembre de 1967, se construyó una plazoleta en torno de esta pieza escultórica por iniciativa del entonces Ministerio de Transporte y Comunicaciones, y tanto el obelisco como la plaza fueron restaurados en 2009. La plaza a su vez posee varias placas vaciadas en metal y con letras en relieve distribuidas a lo largo de una de las paredes que le sirven de lindero. La columna del obelisco en el centro de la plazoleta ubicada a la entrada de Chabasquén, es una estructura rectangular vaciada en piedra artificial, de base cuadrada, con imágenes en relieve en cada una de las caras de la estructura a una altura de un tercio de la pieza. En el centro de la cara frontal del obelisco se encuentra un par de hombres representados de cuerpo entero, el de la izquierda, con sombrero en la cabeza, pantalón largo y camisa de manga larga, sostiene una vara de las empleadas en la batalla, momento del baile conocido como tamunangue, y dispuesto junto a él se encuentra un segundo hombre con similar indumentaria que el primero pero sin sombrero, dispuesto en posición pedestre y de perfil, que sostiene en su mano derecha otra vara de Tamunangue. En torno a las dos figuras que combaten, en la parte superior rodeando sus cabezas, se encuentran un violín, un mandolín y un cuatro, mientras que a los pies de los combatientes bailadores se encuentran dos tambores. Tras los combatientes y en el horizonte se aprecian las montañas que identifican a la localidad. Bajo esta composición se encuentra el escudo del municipio. En las caras laterales izquierda y derecha del obelisco, se aprecia una composición en relieve de motivos florales que incluyen flores de cafeto y orquídeas así como otras especies vegetales formando una superficie rectangular de desarrollo vertical y sobre este espacio un querubín en relieve representado con ambas alas extendidas, desnudo en brazos, torso y piernas, un manto en torno a las caderas que se extiende bajo los pies del personaje y en el que aparece una inscripción en relieve en la que se lee Chabasquén. En la cara posterior del obelisco se encuentra otra composición de figuras humanas y motivos florales en relieve que representan a dos cultivadores de café recogiendo los frutos de esta planta. Ambas figuras están representadas de cuerpo entero, de perfil, difieren en sus atributos y dimensiones, la figura de mayor tamaño es un hombre que viste sombrero a la cabeza, camisa de manga corta, pantalones largos y calza alpargatas, lleva una cesta tejida a la altura de la cintura; la figura de menor tamaño representa a una niña con vestido hasta la rodilla, largo cabello que baja hasta la mitad de la espalda y recogido por una cinta a la altura del cuello, calza alpargatas y lleva un bolso tejido a la cintura. Tras el obelisco, en una pared que sirve de lindero a la plazoleta se encuentran cuatro nichos cuadrados que resguardan en su interior igual número de placas vaciadas en metal con letras en relieve que hacen referencia a los tres símbolos municipales y al obelisco. La primera de estas placas dispuesta de izquierda a derecha tiene una inscripción en la que se lee: Obelisco inaugurado el 19 - 12 - 1967 Autor: Vincenzo Colangelo Restaurado por la gestión del Alcalde Oswaldo Zerpa durante el 242 aniversario fundacional de Chabasquén. La segunda placa de izquierda a derecha tiene una pequeña silueta en relieve en su parte superior que refiere al escudo del municipio y en letras en relieve indica:
Creado el 3 - 10 - 1967 decretado como escudo oficial el 28 - 10 - 1967 Autor Vincenzo Colangelo' Pintado por: Eduvigis Cantillo. Encabezando la tercera placa dispuesta de izquierda a derecha se encuentra una imagen en relieve que representa la bandera del municipio y bajo ella la inscripción: Creada por concurso el 09 - 12 - 2000 Autor: Luis Yépez. La última de las cuatro placas está referida al himno del municipio y exhibe la inscripción: Himno De la estirpe aborigen valor, paraíso naranjas y miel, junto al verde de los cafetales, entre ríos está Chabasquén (Coro) Decretado el 18 - 12 - 2000 Autores: Letra Julio Mendoza, Música Francisco Rojas.

## Geografía
El municipio Unda se encuentra ubicado al noroeste de Portuguesa, presenta un clima de bosque húmedo premontano a una altitud desde los 600 m s. n. m. con una temperatura promedio de 22 °C y una precipitación media anual de 1850 mm con períodos de sequía entre diciembre y marzo, el relieve es accidentado.
Sus principales cursos de agua son el río Chabasquén, el río Chabasquencito, la  quebrada  de  Córdoba, la quebrada agua clara, quebrada macana, Caño Colorado.
Su vegetación está formada por bosques moderadamente húmedos y montañosos. A pesar de que el área del municipio se encuentra dentro de la zona protectora de los ríos Mazparro, Boconó, La Yuca, Tucupido y Guanare, la vegetación natural, se encuentra muy intervenida por la actividad agraria.

### Parroquias
1. Parroquia Peña Blanca

## Política y gobierno

### Alcaldes
En el municipio ha habido cuatro personas que han tenido el cargo de alcalde y ocho han sido los períodos consecutivos que ha habido en la alcaldía.
| Período                            | Alcalde           | Partido político / Alianza | % de votos | Notas |
| ---------------------------------- | ----------------- | -------------------------- | ---------- | --- |
| 1989 - 1992                        | Pedro Ledezma     | AD                         | 49,51      | Primer alcalde bajo elecciones directas                                                                                |
| 1992 - 1995                        | Eduardo Barrios   | AD                         | 53,34      | Segundo alcalde bajo elecciones directas                                                                               |
| 1995 - 2000                        | Eduardo Barrios   | AD                         |            | Reelecto (se realizaron elecciones generales adelantadas en el 2000 debido a la aprobación de la Constitución de 1999) |
| 2000 - 2004                        | Eduardo Barrios   | AD                         | 57,41      | Reelecto |
| 2004 - 2008                        | Oswardo Zerpa     | MVR                        | 54,98      | Tercer alcalde bajo elecciones directas                                                                                |
| 2008 - 2013                        | Oswardo Zerpa     | PSUV                       | 66,05      | Reelecto (se postergan un año las elecciones municipales pautadas para finales del 2012)                               |
| 2013 - 2017                        | Oswardo Zerpa     | TUPAMARO                   | 42,66      | Reelecto (En el año 2016 se unió al Partido Voluntad Popular)                                                          |
| 2017 - 2021                        | Franklin González | PSUV                       | 93,22      | Cuarto alcalde bajo elecciones directas                                                                                |
| 2021 - 2025                        | Oswaldo Zerpa     | AP                         | 56,70      | Quinto alcalde bajo elecciones directas                                                                                |
| Fuente: Consejo Nacional Electoral |                   |                            |            | |

### Concejo municipal
Período 2021 - 2025
| Concejales       | Partido político / Alianza |
| ---------------- | -------------------------- |
| Shenderlyth Daza | AP                         |
| Eliezer González | AP                         |
| Amado Fernández  | AP                         |
| Gilberta Dorante | AP                         |
| Diorge Pérez     | AP                         |
| Yobanny Andradez | AP                         |
| Angelly Medina   | PSUV                       |